# Cornu aspersum aspersum
Cornu aspersum aspersum (fr. Petit-gris; pol. zachodnioeuropejski ślimak szary, ślimak mały szary) – podgatunek ślimaka z rodziny ślimakowatych (Helicidae) z rodzaju Cornu i gatunku Cornu aspersum.
Bardzo rozpowszechniony na francuskim wybrzeżu Atlantyku, stał się jednym z symboli regionu Charentais, francuskiego lidera w hodowli ślimaka szarego (Helix aspersa). Występuje również w krajach śródziemnomorskich (Europa i Afryka Północna).